# Basona Werana
Basona Werana (anciennement Debre Berhan Zuria) est un des 105 woredas de la région Amhara, en Éthiopie. Ce woreda essentiellement rural entoure la ville de Debre Berhan.

## Situation
Basona Werana est situé dans la zone Semien Shewa de la région Amhara. Sa principale agglomération est Gudobert,. 
Le territoire de la ville-woreda Debre Berhan est enclavé dans celui de Basona Werana.

## Population
D'après le recensement national de 2007 réalisé par l'Agence centrale de la statistique (Éthiopie), le woreda compte 120 930 habitants et 99 % de la population est rurale. Gudobert qui a  (1 219 habitants) est la seule localité urbaine du woreda.
En 2020, la population est estimée — par projection des taux de 2007 — à 146 511 personnes.